# 윌링 퍼텐셜

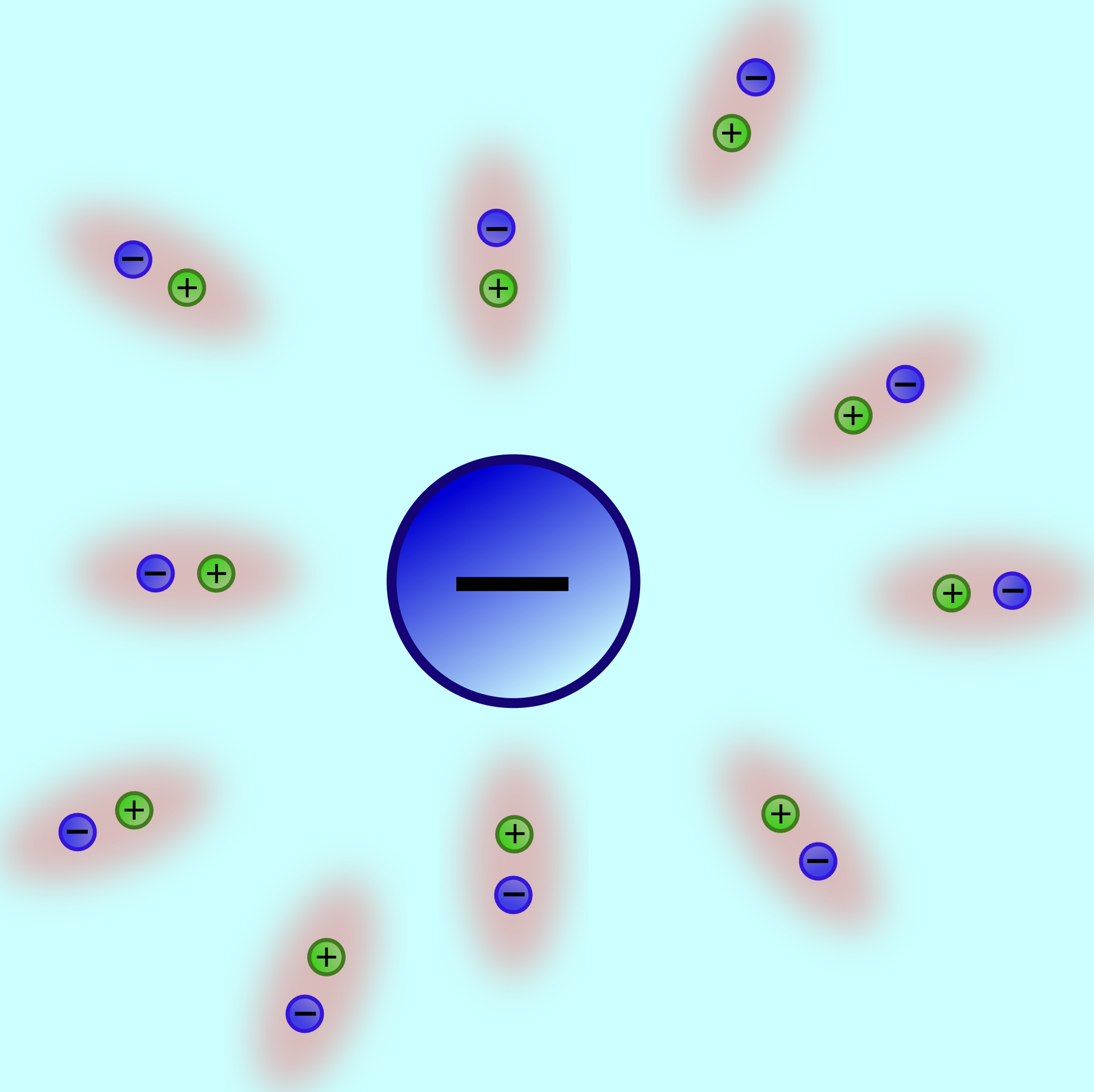
진공(옅은 파란색)은 가상 입자-반입자 쌍으로 구성된 분극성 매질 역할을 하여 전자(가운데 마이너스 부호로 표시됨)의 전위를 약간 수정한다.

양자 전기역학에서 윌링 퍼텐셜(영어: Uehling potential)은 고전적인 쿨롱 퍼텐셜 외에 전기적 진공 편극을 담당하는 추가 항을 포함하는 두 전하 사이의 상호작용 퍼텐셜을 나타낸다. 이 퍼텐셜은 1935년 에드윈 알브레히트 윌링에 의해 발견되었다.
윌링 보정은 점입자의 전자기장이 거리에 따라 즉각적으로 작용하는 것이 아니라 교환 입자, 즉 광자를 통해 발생하는 상호 작용임을 고려한다. 양자장론에서 에너지와 시간 사이의 불확정성 원리로 인해 단일 광자는 일시적으로 가상 입자-반입자 쌍을 형성하여 점 전하에 영향을 미칠 수 있다. 이러한 효과를 진공 편극이라고 하는데, 이는 진공을 분극성 매질처럼 보이게 하기 때문이다. 현재까지 가장 지배적인 기여는 가장 가벼운 전하 기본 입자인 전자에서 비롯된다. 윌링의 보정은 일상적인 실무에서는 무시할 수 있지만, 수소형 원자의 스펙트럼 선을 고정밀도로 계산할 수 있게 해준다.

## 정의
윌링 퍼텐셜은 (단위 {\displaystyle c=1} 및 {\displaystyle \hbar =1}로) 다음과 같이 주어진다.
{\displaystyle V(r)={\frac {-e^{2}}{4\pi r}}\left(1+{\frac {e^{2}}{6\pi ^{2}}}\int _{1}^{\infty }dx\,e^{-2rm_{\text{e}}x}{\frac {2x^{2}+1}{2x^{4}}}{\sqrt {x^{2}-1}}\right),}
여기서 이 퍼텐셜이 고전적인 쿨롱 퍼텐셜의 정밀화임을 알 수 있다. 여기서 {\displaystyle m_{\text{e}}}는 전자 질량이고 {\displaystyle e}는 장거리에서 측정된 기본 전하이다.
만약 {\displaystyle r\gg 1/m_{\text{e}}}이면, 이 퍼텐셜은 다음으로 단순화된다.
{\displaystyle V(r)\approx {\frac {-e^{2}}{4\pi r}}\left(1+{\frac {e^{2}}{16\pi ^{3/2}}}{\frac {1}{(m_{\text{e}}r)^{3/2}}}e^{-2m_{\text{e}}r}\right),}
반면에 {\displaystyle r\ll 1/m_{\text{e}}}이면 다음과 같다.
{\displaystyle V(r)\approx {\frac {-e^{2}}{4\pi r}}\left(1+{\frac {e^{2}}{6\pi ^{2}}}\left(\log {\frac {1}{m_{\text{e}}r}}-\gamma -{\frac {5}{6}}\right)\right),}
여기서 {\displaystyle \gamma }는 오일러-마스케로니 상수 (0.57721...)이다.

### 속성
최근에 {\displaystyle V(r)} 표현식의 위 적분이 제2종 변형 베셀 함수 {\displaystyle K_{0}(z)}와 그 연속 적분을 사용하여 닫힌 형태로 평가될 수 있음이 입증되었다.

## 원자 스펙트럼에 미치는 영향

진공 편극에 대한 파인만 도형. 가상 입자-반입자 쌍(화살표가 있는 고리)을 광자(물결선)의 자체 에너지 보정으로 나타낸다.

윌링 퍼텐셜이 핵에 가까운 짧은 거리에서만 상당한 기여를 하기 때문에 주로 s 오비탈의 에너지에 영향을 미친다. 양자 역학적 섭동 이론을 사용하여 원자 스펙트럼에서 이러한 영향을 계산할 수 있다. 수소 원자의 축퇴된 에너지 준위 {\displaystyle 2\mathrm {S} _{1/2}}에 대한 양자 전기역학적 보정은 다음으로 주어진다.
{\displaystyle \Delta E(2\mathrm {S} _{1/2})\approx -1{.}122\times 10^{-7}\,{\text{eV}}}
{\displaystyle m_{\text{e}}c^{2}}의 선행 차수까지이다. 여기서 {\displaystyle \mathrm {eV} }는 전자볼트를 나타낸다.
s 오비탈의 파동 함수는 원점에서 사라지지 않으므로 윌링 퍼텐셜에 의해 제공되는 보정은 {\textstyle \alpha ^{5}} 차수(여기서 {\textstyle \alpha }는 미세 구조 상수이다)이며, 방위 양자수가 높을수록 오비탈에 덜 중요해진다. 스펙트럼에서 이 에너지 분할은 디랙 방정식에 의해 제공되는 미세 구조 보정보다 약 10배 작으며, 이 분할은 램 이동(윌링 퍼텐셜 및 양자 전기역학의 추가 고차 보정 포함)으로 알려져 있다.
윌링 효과는 뮤온 수소에서도 중요하며, 에너지 변화의 대부분은 진공 편극으로 인한 것이다. 뮤온의 질량과 함께 스케일되는 미세 구조에 의한 분할과 같은 다른 변수와 달리, 즉 {\textstyle m_{\mu }/m_{\mathrm {e} }\approx 200} 계수로, 가벼운 전자 질량은 윌링 퍼텐셜에 대한 결정적인 크기 척도 역할을 계속한다. 에너지 보정은 {\textstyle (m_{\mu }^{3}/m_{\mathrm {e} }^{2})c^{2}\alpha ^{5}}의 차수이다.

## 같이 보기
- QED 진공
- 가상 입자
- 이상 자기 쌍극자 모멘트
- 슈윙거 한계
- 슈윙거 효과
- 오일러-하이젠베르크 라그랑지언

## 더 읽어보기
- QED의 진공 편극에 대한 추가 정보, Peskin, M.E.; Schroeder, D.V. (2018) [1995]. 〈§7.5 Renormalization of the Electric Charge〉. 《An Introduction to Quantum Field Theory》. CRC Press. 244–256쪽. ISBN 978-0-429-98318-4.